# Ennery (Haiti)
Ennery (Haitianisch-Kreolisch: Ènri) ist eine Gemeinde im Département Artibonite von Haiti.

## Geschichte
Im Jahr 1775 wurde der Franzose Victor-Thérèse Charpentier d’Ennery zum Generalkommandanten aller französischer Ländereien in der Karibik mit Sitz in Port-au-Prince berufen. Als der heutige Ort Ennery im Jahr 1776 zur Gemeinde erhoben wurde, erhielt er seinen Namen zu Ehren des kurz zuvor ermordeten Kommandanten.
Im 19. Jahrhundert wurde Ennery aufgrund seiner strategisch wichtigen Lage verschiedentlich Schauplatz militärischer Auseinandersetzungen.
Im Jahr 1914 suchte Präsident Zamor kurzzeitig Zuflucht in den Bergen bei Ennery, von wo aus in dieser Zeit eine Eisenbahnlinie nach Gonaives führte.

## Lage und Beschreibung
Ennery ist eine der ältesten Gemeinden Haitis und wurde von Historikern als der malerischste Ort im Norden beschrieben. Die Gemeinde liegt in einem Tal, durch das sich ein Fluss zieht und das auf allen Seiten von einem Gürtel grüner Berge umgeben ist, die im Gegensatz zu weiten Teilen des Landes noch bewaldet sind.
Die Gemeinde wird ferner als eine der saubersten des Landes bezeichnet.
Die Überreste des Hauses von Toussaint Louverture sind noch heute an der Ortsgrenze zu finden. Der Nationalheld geriet hier am 7. Juni 1802 in Gefangenschaft und wurde nach Frankreich deportiert.
Neben dem Stadtzentrum Ville d’Ennery bestehen vier Gemeindebezirke:
1. Savane Carrée mit Audigé, Belle Hotesse, Bois Bossal, Bois Neuf, Cabia, Carobal, Crète Sale, Dalouet, Dubalzeille, Dufailly, Duvoisin, Fouquete, Garnier, Grand d’Lo, Jean Carrié, Lafond, La Rivière, La Tombe, Lauri, Lector, Ligène, Nan Charles, Nan Roger, Pèdi, Pina, Place Marmelade, Puballot, Ti Boubain, Torpin und Trois Garçons,
2. Passe-Reine mit Aufilier, Beaumont, Beauséjour, Belami, Boca, Boutique, Brillant, Ca Joseph, Ca josephi, Ca Reguy, Carriac, Cerca, Descahos, Du Fossé, Manime, Ministre, Mosemberg, Nan Gorge, Nan Platon, Nan Source, Navitre, Pascal, Passecot, Platon du Fossé, Sterlin, Trompette und Vincent,
3. Chemin Neuf mit Broca, Candjo, Carouin, Ca Tigel, Choumasse, Comme, Danache, Desfourneau, Dimini, En Bas Figuier, Garotie, Grand Rac, Indry, Jacouman, Jasmin, La Cour Broca, Lambert, Le Roche, Lorrain, Macanda, Machoquette, Maurepas, Mérion, Nan Bambou, Nan Besoin, Nan Mas, Nan Rouffé, Passe Joly, Plaine Rollin, Platon Mas, Risqué, Roussel, Saint Ange, Savane Broca, Savane Choumasse, Savane Danache, Savane Faché, Terre Blanche, Vilaile und Violette sowie
4. Puilboreau mit Bené, Carpal, Carrefour Nan Georges, Casseus, Cense, Derrière Bois, Durand, Encoma, Engoma, Gara, Garde Jumeau, Labadie, La Pombre, La Salle, Nabou, Nan Coco, Nan Domingue und Pomme Gomme.

Ennery liegt an der Route Nationale RN-1. Nach Cap-Haïtien im Norden sind es (70 Kilometer), während Gonaïves im Westen 30 Kilometer entfernt ist. In Ennery zweigt die Route Départementale RD-306 von der RN-1 ab, auf der nach 76 Kilometern in südöstlicher Richtung Hinche zu erreichen ist.

## Personen aus Ennery
- Toussaint Louverture (1743–1803), haitianischer Revolutionsführer, lebte in einem Haus in Ennery[7]